# منكب قنطورس
مَنْكِب قِنْطُورَس أو ثيتا قنطورس أو θ قنطورس اختصارًا (بالإنجليزية: Theta Centauri أو θ Centauri،  اسمه الرسمي: Menkent)‏، هو نجم أحادي في كوكبة قنطورس الجنوبية. مع قدره الظاهري البالغ +2.06، فهو رابع ألمع نجم في الكوكبة. بناءً على قياسات اختلاف المنظر التي حُصِلَتْ عليها خلال مهمة هيباركوس، فهو يبعد نحو 58.8 سنة ضوئية (18.0 فرسخ نجمي) عن الشمس. لديه حركة خاصة عالية نسبيًا، حيث يعبر الكرة السماوية بمعدل 0.73 ثانية القوس/السنة.